# NXT Deadline (2024)
Pour les articles homonymes, voir Deadline.
L'édition 2024 de Deadline (stylisé DEADL1NE) est un Premium Live Event de catch (lutte professionnelle) produit par la World Wrestling Entertainment, une fédération de catch américaine qui est diffusée et visible en streaming payant sur le WWE Network. Cet événement met en avant les Superstars de NXT, le club-école de la compagnie. Il a eu lieu le 7 décembre 2024 à la Minneapolis Armory à Minneapolis (Minnesota). Il s'agit de la troisième édition de Deadline. 
L'évènement est basé sur la stipulation du Iron Survivor Challenge match, c'est-à-dire un match où 5 catcheuses et catcheurs s'affrontent et doivent remporter le plus de points possibles (avec un tombé ou une soumission) avant la fin du temps imparti (25 minutes). La gagnante et le gagnant de cette stipulation deviendront automatiquement aspirants no 1 au NXT Women's Championship et NXT Championship.

## Contexte
Les spectacles de la World Wrestling Entertainment (WWE) sont constitués de matchs aux résultats prédéterminés par les scénaristes de la WWE. Ces rencontres sont justifiées par des storylines – une rivalité avec un catcheur, la plupart du temps – ou par des qualifications survenues dans les shows de la WWE telles que NXT. Tous les catcheurs possèdent une gimmick, c'est-à-dire qu'ils incarnent un personnage gentil (Face) ou méchant (Heel), qui évolue au fil des rencontres. Un événement comme Deadline est donc un événement tournant pour les différentes storylines en cours,.

### Iron Survivor Challenge
Le 6 novembre à l'occasion de l'épisode spécial de NXT à la 2300 Arena, la manageuse générale de la branche jaune Ava annonce le retour de Deadline et ainsi que le débuts des matchs de qualification pour l'Iron Survivor Challenge qui débuteront le 12 novembre.

### Trick Williams (c) contre Ridge Holland
Le 27 octobre à NXT Halloween Havoc, Trick Williams a conservé le NXT Championship en battant Ethan Page. Après le match, Williams se fera attaqué par Page et Holland avant d'être sauvé par Bubba Ray Dudley. Le 19 novembre à NXT Holland battra Andre Chase dans un match où le vainqueur pouvait obtenir une opportunité pour le titre de Williams qui sera remporté par Holland (et forcera la disolution de Chase U).

### Axiom (c) et Nathan Frazer (c) contre No Quarter Catch Crew (Myles Borne et Tavion Heights)
Le 12 novembre à NXT, La manageuse générale de NXT, Ava a rencontré plusieurs équipes de NXT, déclarant qu'elle voulait une équipe pour défier Nathan Frazer et Axiom pour le NXT Tag Team Championship. Au cours des épisodes suivants, plusieurs équipes de NXT se sont battues entre elles, atteignant un point culminant lors de l'épisode du 26 novembre où Ava a annoncé que lors de l'épisode suivant, une Bataille royale aurait lieu et l'équipe gagnante obtiendrait une opportunité au titre. Le match a été remporté par No Quarter Catch Crew ( Myles Borne et Tavion Heights ).

### Lola Vice contre Jaida Parker
Jusqu'en septembre 2024, Jaida Parker et Lola Vice rivalisaient avec Fatal Influence ( Jacy Jayne , Fallon Henley et Jazmyn Nyx ) tout en rivalisant simultanément entre elles. Les deux ont accepté de mettre leurs différences de côté pour faire équipe contre Jayne et Henley le 1er octobre à NXT qu'elles ont perdue après que Parker ait quitté Vice. Après une bagarre dans les coulisses, la directrice générale de NXT Ava a annoncé que Parker et Vice s'affronteraient dans un match Hardcore le 6 novembre à l'occasion de l'épisode spécial de NXT à la 2300 Arena avec l'ancienne manager de la ECW Dawn Marie comme arbitre spéciale. Là, Parker a battu Vice après l'avoir frappée avec une brique. Dans l'épisode du 19 novembre, Parker a perdu son match de qualification pour Iron Survivor après une intervention de Vice. Dans l'épisode suivant, Vice a défié Parker à un NXT Underground match. Dans l'épisode du 3 décembre, Parker a participé à un Last Chance Fatal Four-Way Match pour la dernière place du Iron Survivor Challenge, mais n'a pas réussi à gagner après l'intervention de Vice alors qu'une bagarre s'ensuivait entre les deux. Parker a ensuite accepté le défi pour le match NXT Underground, voulant que le match ait lieu dans l'épisode de ce soir-là. Cependant, Ava a programmé le match pour NXT Deadline.

## Tableau des matchs
| Ordre par numéros                                                                         | Résultat                                                                                      | Stipulation(s)                                                                                          | Temps |
| ----------------------------------------------------------------------------------------- | --------------------------------------------------------------------------------------------- | --- | ----- |
| 1                                                                                         | Oba Femi (3) bat Wes Lee (1), Je’Von Evans (2), Nathan Frazer (1) et Ethan Page (2),          | Men's Iron Survivor Challenge match Le gagnant deviendra aspirant no 1 au NXT Championship.             | 25:00 |
| 2                                                                                         | Lola Vice bat Jaida Parker,                                                                   | NXT Underground match                                                                                   | 11:05 |
| 3                                                                                         | Axiom (c) et Nathan Frazer (c) battent No Quarter Catch Crew (Myles Borne et Tavion Heights), | Tag Team match pour les NXT Tag Team Championship                                                       | 15:30 |
| 4                                                                                         | Trick Williams (c) bat Ridge Holland,                                                         | Match simple pour le NXT Championship                                                                   | 15:50 |
| 5                                                                                         | Giulia (2) bat Sol Ruca (1), Stephanie Vaquer (1), Zaria (1) et Wren Sinclair (1),            | Women's Iron Survivor Challenge match La gagnante deviendra aspirante no 1 au NXT Women's Championship. | 25:00 |
| La lettre C placée entre parenthèses désigne la personne ou l’équipe championne en titre. |                                                                                               | |       |